# Kim Song-guk
Ne doit pas être confondu avec Kim Song-guk.
Kim Song-guk est un boxeur nord-coréen né le 11 avril 1984 qui a combattu en poids plumes et en poids légers.

## Carrière
Aux Jeux olympiques d'Athènes, il obtient la médaille d'argent chez les moins de 57 kg (poids plumes) perdant en finale contre le russe Aleksey Tishchenko. Lors des Jeux de Pékin en 2008, il s'incline au premier tour contre le français Daouda Sow.
Kim a également remporté une médaille de bronze aux championnats du monde de boxe amateur 2007 dans la catégorie poids légers.

## Référence
1. ↑  (en) Résultats des Jeux olympiques 2004 (amateur-boxing.strefa.pl)